# Liste der Baudenkmale in Stolpe (Mecklenburg)
In der Liste der Baudenkmale in Stolpe (Mecklenburg) sind alle Baudenkmale der Gemeinde Stolpe (Landkreis Ludwigslust-Parchim) und ihrer Ortsteile aufgelistet (Stand: Januar 2021).

## Stolpe
| ID | Lage                        | Bezeichnung                                   | Beschreibung | Bild                                          |
| -- | --------------------------- | --------------------------------------------- | ------------ | --------------------------------------------- |
|    | Am Ring 5 (Karte)           | Wohnhaus                                      |              | Wohnhaus                                      |
|    | Am Ring (Karte)             | Todesmarschgedenkstein                        |              | Todesmarschgedenkstein                        |
|    | (Karte)                     | Kirche                                        |              | Kirche                                        |
|    | Am Ring (Karte)             | Kriegerdenkmal 1914/18                        |              | Kriegerdenkmal 1914/18                        |
|    | Mühlenstraße 1 (Karte)      | Forsthof mit Wohnhaus, Stallscheune, Schuppen |              | Forsthof mit Wohnhaus, Stallscheune, Schuppen |
|    | Parchimer Straße 28 (Karte) | Häuslerei mit Feldsteintrockenmauer           |              |                                               |
|    | Parchimer Straße            | Gedenkstein für die Bodenreform               |              |                                               |

## Barkow
| ID | Lage                   | Bezeichnung            | Beschreibung | Bild                   |
| -- | ---------------------- | ---------------------- | ------------ | ---------------------- |
|    | Lindenstraße 1 (Karte) | Bauernhaus             |              |                        |
|    | Lindenstraße (Karte)   | Kriegerdenkmal 1914/18 |              | Kriegerdenkmal 1914/18 |

## Granzin
| ID | Lage              | Bezeichnung                 | Beschreibung | Bild |
| -- | ----------------- | --------------------------- | ------------ | ---- |
|    | Waldweg 1 (Karte) | Gutshaus mit Feldsteinstall |              |      |